# Phyllocnema fairmairei
Phyllocnema fairmairei är en skalbaggsart som beskrevs av Pierre Lepesme 1947. Phyllocnema fairmairei ingår i släktet Phyllocnema och familjen långhorningar. Inga underarter finns listade i Catalogue of Life.